# Agnaldo Temóteo da Silveira

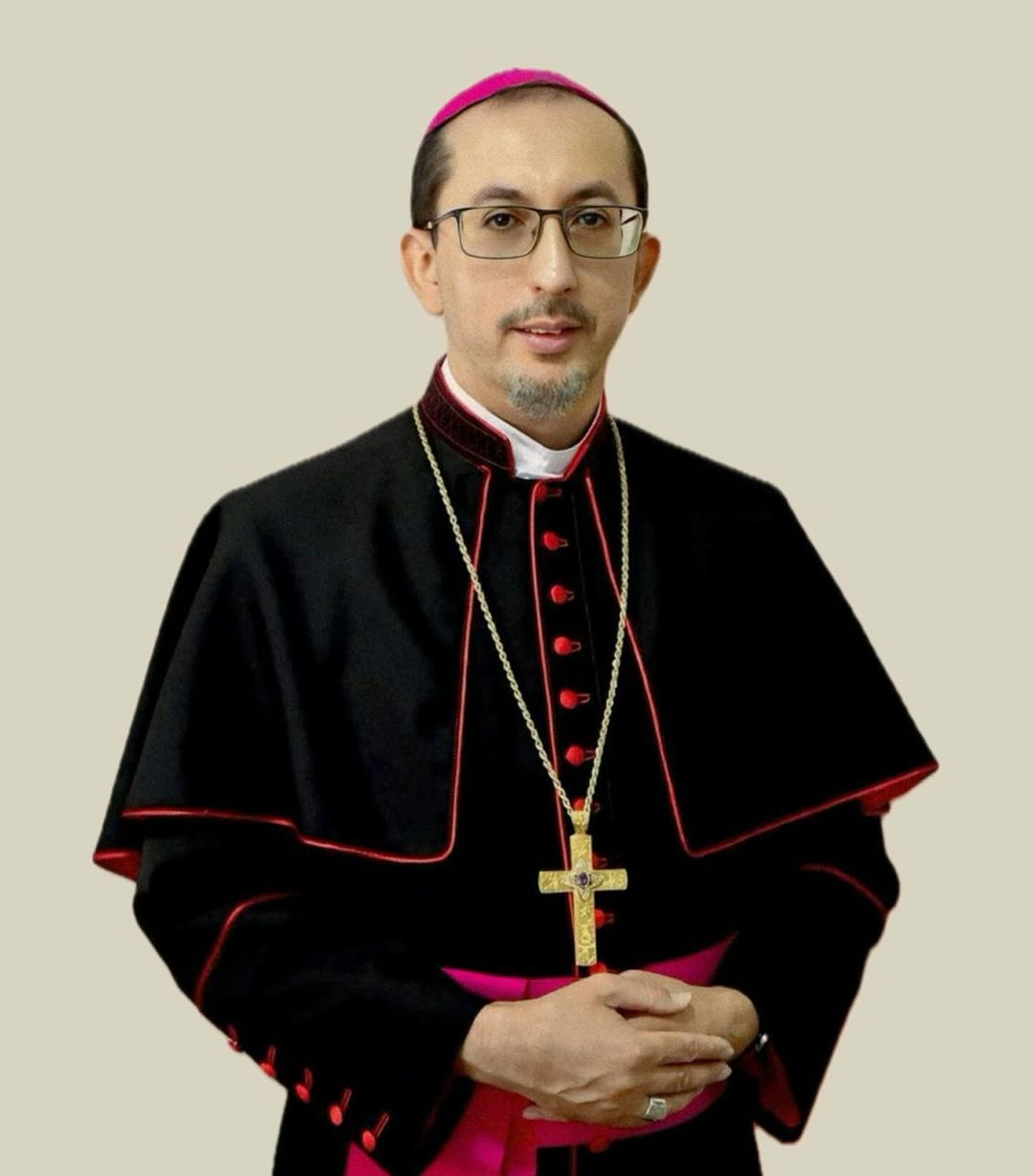
Agnaldo Temóteo da Silveira (Mai 2024)

Agnaldo Temóteo da Silveira (* 28. Mai 1977 in Bela Cruz, Ceará) ist ein brasilianischer Geistlicher und römisch-katholischer Bischof von Garanhuns.

## Leben
Agnaldo Temóteo da Silveira studierte Philosophie und Theologie am regionalen Priesterseminar in Fortaleza. Nach weiteren Studien erwarb er an der Päpstlichen Universität Gregoriana in Rom das Lizenziat in Kanonischem Recht. Am 10. Juli 2002 empfing er durch den Weihbischof in Fortaleza, Plínio José Luz da Silva, in der Kathedrale von Sobral die Diakonenweihe. Bischof Aldo de Cillo Pagotto SSS spendete ihm am 30. November desselben Jahres in der Kirche Nossa Senhora da Conceição in seinem Heimatort Bela Cruz das Sakrament der Priesterweihe für das Bistum Sobral.
Neben Aufgaben in der Pfarrseelsorge gehörte er von 2003 bis 2005 dem diözesanen Koordinatorengremium für die Seelsorge an. Er war Seelsorger am Diözesankolleg und von 2006 bis 2008 sowie von 2014 bis 2019 Kanzler der Diözesankurie. Von 2012 bis 2014 und von 2017 bis 2024 war er Bischofsvikar. Außerdem war er Vizeoffizial des regionalen Kirchengerichts von Ceará und gehörte dem Priesterrat sowie dem Konsultorenkollegium des Bistums Sobral an, an dessen Diözesangericht er auch als Richter wirkte. Vor der Ernennung zum Bischof war er zuletzt Generalvikar des Bistums Sobral und Pfarrer der Pfarrei Nossa Senhora do Patrocínio in Sobral.
Papst Franziskus ernannte ihn am 14. Mai 2024 zum Bischof von Garanhuns. Der Bischof von Sobral, José Luiz Gomes de Vasconcelos, spendete ihm am 16. Juli desselben Jahres die Bischofsweihe. Mitkonsekratoren waren der Erzbischof von Olinda e Recife, Antônio Fernando Saburido OSB, und der Bischof von Chapecó, Odelir José Magri MCCJ. Die Amtseinführung im Bistum Garanhuns fand am 6. August desselben Jahres statt.